# Devil's Diary
"Devil's Diary", (también llamado "The Devil's Diary" o "The Diary" en los Estados Unidos), es una película de terror canadiense para televisión. 
Emitida y producida por LifeTime en 2007, dirigida por Farhad Mann y protagonizada por Alexz Johnson, actualmente solo se ha emitido en Nicaragua.

## Sinopsis
Dos amigas visitan el cementerio del pueblo, con la misión de gastar alguna broma, pero de repente, detrás de una lápida, Dominique (Alexz Johnson) y Ursula (Magda Apanowicz) encuentran un pequeño libro con una extraña inscripción. 
Dom, no le hace mucho caso, pero Ursula sí, y empieza a usarlo como diario. Lo que no sabe es que el Diario tiene una innata capacidad, todo lo que escribes, se cumple. Entonces, corrompida por el libro, empieza a desear la muerte de varias personas, desde los más pijos e insoportables de su clase hasta otras personas allegadas a ella, quienes experimentarán muertes atroces. 
Dom y sus amigos, intentarán detenerla, para ello necesitarán la ayuda del párroco del pueblo (Brian Krause), pero todo se vuelve infinitamente más difícil, cuando otra persona se hace con el Diario del mal... ¿podrán Dom y sus amigos detener las muertes?.

## Reparto protagonista
- Alexz Johnson - Dominique
- Magda Apanowicz - Úrsula
- Brian Krause - Padre Mulligan
- Miriam McDonald - Heather Gray
- Andrew Francis - Andy
- Deanna Casaluce - Georgia